# Nyköping
Nyköping je grad i sjedište istoimene općine u švedskoj županiji Södermanland.
,

## Zemljopisne karakteristike
Nyköping leži na ušću rijeka Nyköpingsån u Baltičko more  udaljen oko 100 km zapadno od Stockholma.

## Povijest
Nyköping se razvio kao trgovište prije 1250. pored brda na kojem je oko 1260. izagrađen istoimeni zamak.
On je vremenom postao jedno od glavnih švedskih uporišta, naročito za vladavine kraljeva Gustav I. Vase i Karla IX., ovaj posljednji živio je u gradu kao knez od 1568.

## Stanovništvo
Prema podacima o broju stanovnika iz 2005. godine u gradu živi 27.720 stanovnika.

## Vanjske poveznice
- Službene stranice grada  Arhivirana inačica izvorne stranice od 22. travnja 2009. (Wayback Machine)

### Ostali projekti
|  | Zajednički poslužitelj ima još gradiva o temi Nyköping |